# Orbe (rivier in Zwitserland)

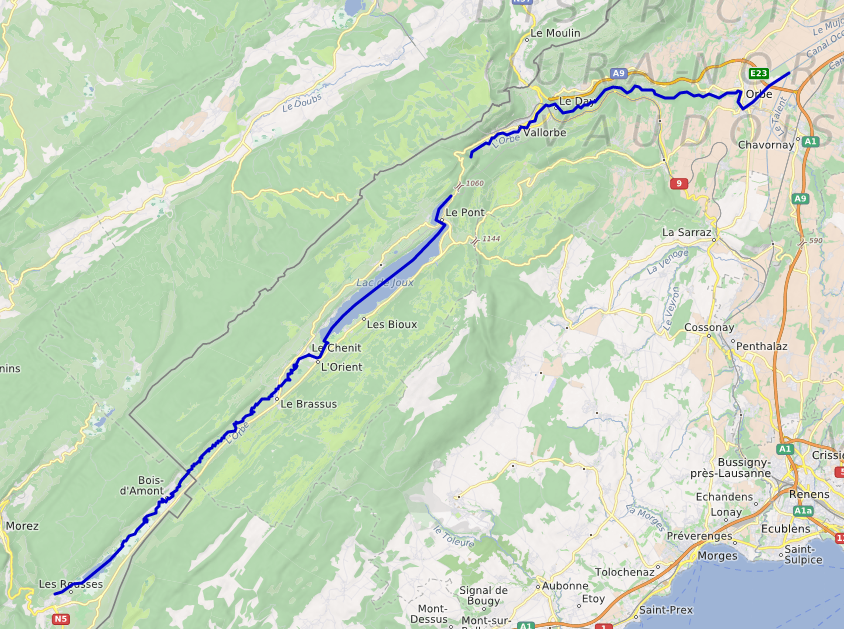
Loop van de Orbe van Frankrijk naar Zwitserland

De Orbe is een rivier in het stroomgebied van de Rijn. Het verzorgingsgebied van de Orbe is 346 km².
De 64 kilometer lange rivier begint in het Franse departement Jura en loopt dan over de Zwitserse grens verder in het kanton Vaud. Voorbij de plaats  Orbe verenigt de rivier zich met de rivier Talent tot de rivier Thielle. De Thielle mondt bij Yverdon-les-Bains uit in het meer van Neuchâtel. 

## Orbe in Zuid-Frankrijk
De rivier Orbe moet niet worden verward met de Zuid-Franse rivier de Orbe, een zijrivier van de Arrats.